# Festival Internacional de Cine de Venecia de 1947
La 8ª Mostra de Venecia se celebró del 23 de agosto al 15 de septiembre de 1947.

## Jurado
Internacional
- Vinicio Marinucci (Presidente)[2]
- Hugo Mauerhofer
- Antonín Martin Brousil
- Jacques Ibert
- Fabrizio Malipiero
- Cirly Ray
- William Karol
- Dimitri Jeriomin
- Jeanne Contini

Giuria della Sezioni Speciali
- Grigoriy Aleksandrov (Presidente)
- Rita Barisse
- Gaetano Carancini
- Rinaldo Dal Fabbro
- František Hajek
- Pierre Michaut
- Ugo Sannazzari
- Giulio Cesare Pradella

## Películas

### Sección oficial
Las películas siguientes se presentaron en la sección oficial:
| Título en español                | Título original                  | Director(es)                                 | País            |
| -------------------------------- | -------------------------------- | -------------------------------------------- | --------------- |
| Almirante Nakhimov               | Адмирал Нахимов                  | Vsevolod Pudovkin                            | URSS            |
| Noble gesta                      | L'onorevole Angelina             | Luigi Zampa                                  | Italia          |
| Betsabé                          | Bethsabée                        | Léonide Moguy                                | Francia         |
| Čapek's Tales                    | Čapkovy povídky                  | Martin Frič                                  | Chechoslovaquia |
| El año checo                     | Špalíček                         | Jiří Trnka                                   | Chechoslovaquia |
| El diablo en el cuerpo           | Le Diable au corps               | Claude Autant-Lara                           | Francia         |
| Ditte, Child of Man              | Ditte menneskebarn               | Bjarne Henning-Jensen                        | Dinamarca       |
| Dr. Kotnis Ki Amar Kahani        | डॉक्टर कोटनिस की अमर कहानी              | V. Shantaram                                 | India           |
| Enamorada                        | Enamorada                        | Emilio Fernández                             | México          |
| Farrebique ou Les quatre saisons | Farrebique ou Les quatre saisons | Georges Rouquier                             | Francia         |
| El delito de Giovanni Episcopo   | Il delitto di Giovanni Episcopo  | Alberto Lattuada                             | Italia          |
| Frieda                           | Frieda                           | Basil Dearden                                | Reino Unido     |
| Gallant Journey                  | Gallant Journey                  | William A. Wellman                           | EE. UU.         |
| Glinka'                          | Глинка                           | Lev Arnshtam                                 | Soviet Union    |
| Iris and the Lieutenant          | Iris och löjtnantshjärta         | Alf Sjöberg                                  | Suecia          |
| Sucedió en la Quinta Avenida     | It Happened on 5th Avenue        | Roy Del Ruth                                 | EE. UU.         |
| La mujer de todos                | La mujer de todos                | Julio Bracho                                 | México          |
| La selva de fuego                | La selva de fuego                | Fernando de Fuentes                          | México          |
| Que el cielo la juzgue           | Leave Her to Heaven              | John M. Stahl                                | EE. UU.         |
| Les frères Bouquinquant          | Les frères Bouquinquant          | Louis Daquin                                 | Francia         |
| Matto regiert                    | Matto regiert                    | Leopold Lindtberg                            | Suiza           |
| Mayor Barbara                    | Major Barbara                    | Gabriel Pascal, Harold French, David Lean    | Reino Unido     |
| Siempre dinero                   | Pengar                           | Nils Poppe                                   | Suecia          |
| Monsieur Vincent                 | Monsieur Vincent                 | Maurice Cloche                               | Francia         |
| El asesino está entre nosotros   | Die Mörder sind unter uns        | Wolfgang Staudte                             | Alemania        |
| Larga es la noche                | Odd Man Out                      | Carol Reed                                   | Reino Unido     |
| The Overlanders                  | The Overlanders                  | Harry Watt                                   | Reino Unido     |
| La perla                         | La perla                         | Emilio Fernández                             | México          |
| En legítima defensa              | Quai des Orfèvres                | Henri-Georges Clouzot                        | Francia         |
| Reina santa                      | Reina santa                      | Rafael Gil                                   | España          |
| Shakuntala                       | शकुन्तला                            | V. Shantaram                                 | India           |
| Recuerda                         | Spellbound                       | Alfred Hitchcock                             | EE. UU.         |
| También somos seres humanos      | The Story of G.I. Joe            | William A. Wellman                           | EE. UU.         |
| El extraño                       | The Stranger                     | Orson Welles                                 | EE. UU.         |
| Sirena                           | Siréna                           | Karel Steklý                                 | Checoslovaquia  |
| Brumas de tentación              | Temptation Harbour               | Lance Comfort                                | Reino Unido     |
| Me hicieron un fugitivo          | They Made Me a Fugitive          | Alberto Cavalcanti                           | Reino Unido     |
| Those Blasted Kids               | De pokkers unger                 | Astrid Henning-Jensen, Bjarne Henning-Jensen | Dinamarca       |
| Mañana es vivir                  | Tomorrow Is Forever              | Irving Pichel                                | EE. UU.         |
| Tortura                          | Hets                             | Alf Sjöberg                                  | Suecia          |
| Caza trágica                     | Caccia tragica                   | Giuseppe De Santis                           | Italia          |
| Crepúsculo                       | Crepúsculo                       | Julio Bracho                                 | México          |
| Uomini senza domani              | Uomini senza domani              | Gianni Vernuccio                             | Italia          |

## Premios[4]
- Gran Premio Internacional de Venecia: Sirena de Karel Steklý
- Mejor film italiano: Caza trágica de Giuseppe De Santis
- León de Plata a la mejor dirección: Henri-Georges Clouzot por En legítima defensa
- Copa Volpi al mejor actor: Pierre Fresnay por Monsieur Vincent
- Copa Volpi a la mejor actriz: Anna Magnani por Noble gesta
- Mejor banda sonora - E.F. Burian por Sirena
- Mejor fotografía - Gabriel Figueroa por La perla
- Mejor guion - 
  - Grigoriy Aleksandrov, Aleksandr Raskin y Moris Slobodskoy por Vesna
  - Emilio Fernández por La perla
  - Hans Richter por Sueños que el dinero puede comprar
- Copa ENIC: El delito de Giovanni Episcopo de Alberto Lattuada